# 千代田区立お茶の水小学校
千代田区立お茶の水小学校（ちよだくりつ おちゃのみずしょうがっこう）は、東京都千代田区神田猿楽町一丁目にある公立小学校。2022年（令和4年）4月8日時点の児童数は303名（11学級）。

## 概要
1993年（平成5年）4月に錦華小学校（1873年（明治6年）久松学校として開校）、小川小学校（1900年（明治33年）小川尋常小学校として開校）、西神田小学校（1903年（明治36年）西小川尋常小学校として開校）の3校を統廃合し、旧錦華小学校の校地にお茶の水小学校として開校。お茶の水幼稚園も併設する。
お茶の水小学校に隣接し、併設のお茶の水幼稚園の仮校舎が現在建てられている千代田区立錦華公園は、1923年（大正12年）の関東大震災後に東京市が帝都復興計画に基づき52か所に整備した、いわゆる震災復興小公園の一つであり、池や石橋等に1929年（昭和4年）開園当時の面影が残されている。

### 創立記念式典
錦華小学校120周年として1992年（平成4年）に秋篠宮・同妃が来校し、創立記念式典が執り行われた。

## 沿革
- 1993年（平成5年）
  - 4月1日 - 学校設置条例の改正にともない、錦華・小川・西神田の3小学校を統合して開校。校舎は、旧錦華小学校校舎を使用。
  - 11月29日 - 校章制定。
- 1994年（平成6年）2月10日 - 校歌制定。
- 2005年（平成17年）11月22日 - 講堂天井アスベスト工事実施。
- 2006年（平成18年）
  - 7月 - 全保護者の当番制による見守り隊開始。
  - 10月 - 連絡網メール配信開始。
- 2007年（平成19年）2月16日-区研究協力校発表「国語力の向上」
- 2007年（平成19年）7月20日 - この日から、耐震補強工事実施。
- 2012年（平成24年）9月1日 - エレベーターリニューアル工事実施。
- 2016年（平成28年）1月18日 - 東京都オリンピック・パラリンピック教育推進校。
- 2017年（平成29年）1月16日 - 東京都教育委員会オリンピック・パラリンピック教育重点校（スポーツ志向の普及・拡大）区研究協力校。
- 2018年（平成30年）1月18日- 東京都「平成29年度東京都共助社会づくりを進めるための社会貢献大賞　特別賞」受賞
- 1月26日-区研究協力校「数学的な見方・考え方を働かせ、自立的・協働的に問題を解決する児童の育成」研究発表会　授業公開
- 2024年（令和6年）3月16日-お茶の水小学校・幼稚園落成を祝う会
- 4月1日-新校舎での教育活動開始
- 6月1日-開校園30周年記念及び新校園舎落成記念式典

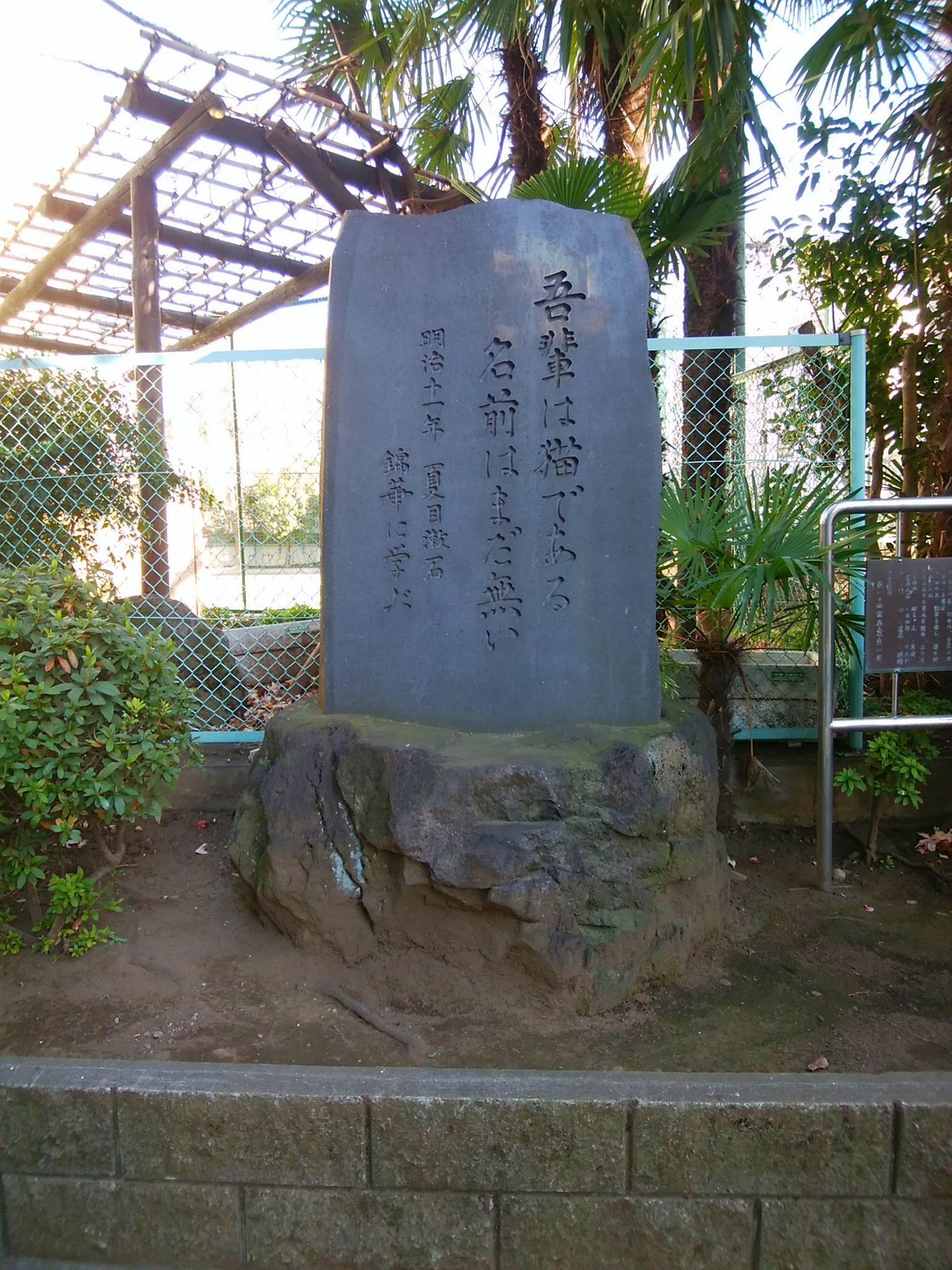
「吾輩は猫である 名前はまだ無い 明治11年 夏目漱石 錦華に学ぶ」と刻まれた記念碑＜2019年1月撮影＞
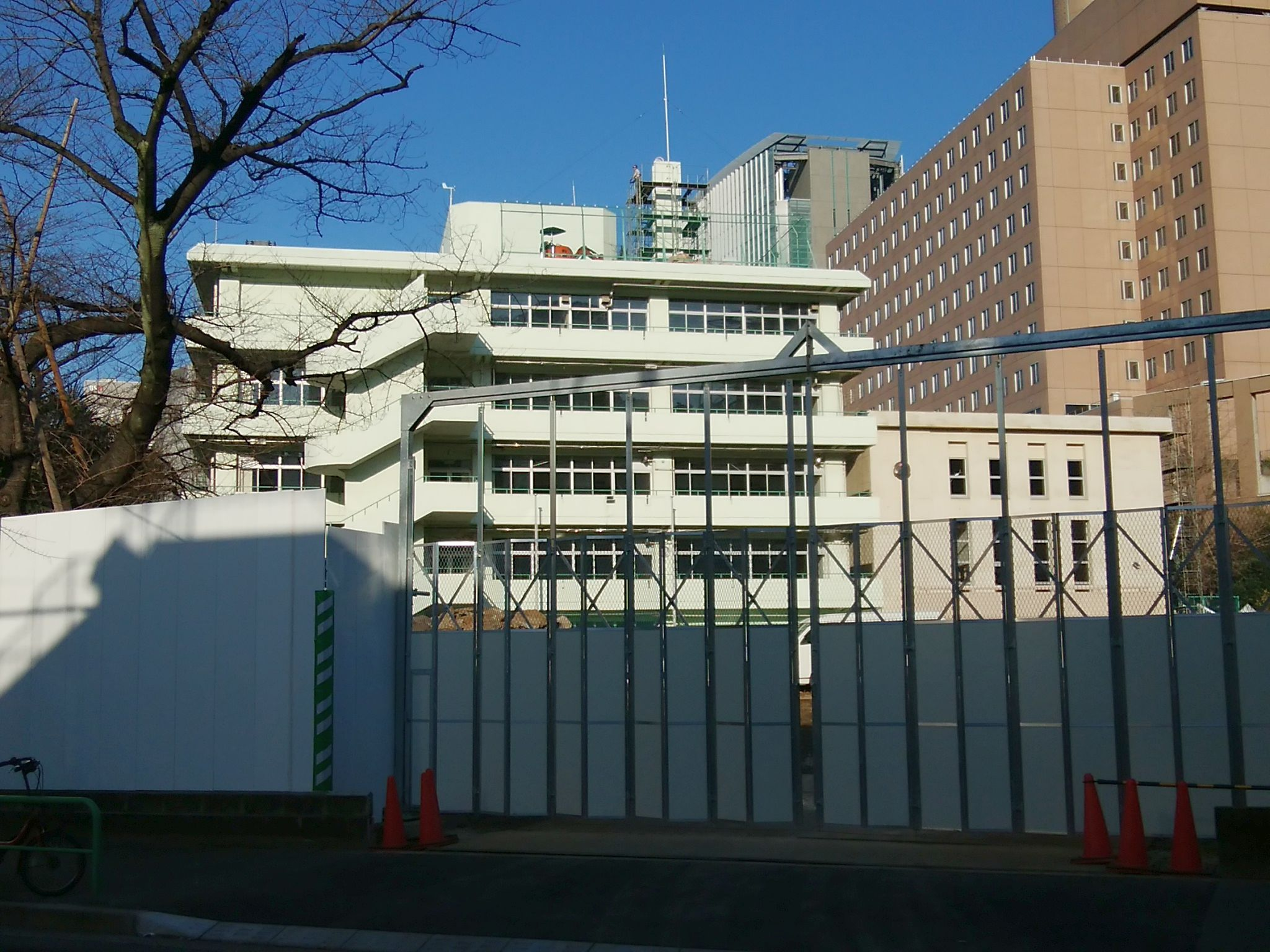
解体工事が始まった千代田区立お茶の水小学校（旧錦華小学校）の旧校舎（左・1973年竣工）及び旧体育館（右・1965年竣工）＜2020年1月撮影＞

## 施設整備計画
体育館が1965年（昭和40年）、校舎が1973年（昭和48年）の竣工と施設の老朽化が進んでおり、新校舎の建設が計画されている。敷地は現校地を利用するため、建設工事中は旧千代田区立九段中学校の活用が検討されている。
小学校の児童数と教員数
| 年度     | 児童総数 | 1年生 | 2年生 | 3年生 | 4年生 | 5年生 | 6年生 | 教員数 | 職員数 |
| -------- | -------- | ----- | ----- | ----- | ----- | ----- | ----- | ------ | ------ |
| 平成25年 | 258人    | 43人  | 26人  | 45人  | 54人  | 45人  | 45人  | 19人   | 4人    |
| 平成26年 | 265人    | 44人  | 46人  | 28人  | 47人  | 57人  | 43人  | 17人   | 4人    |
| 平成27年 | 261人    | 36人  | 45人  | 47人  | 28人  | 49人  | 56人  | 18人   | 4人    |
| 平成28年 | 246人    | 40人  | 36人  | 47人  | 45人  | 28人  | 50人  | 18人   | 3人    |
| 平成29年 | 246人    | 50人  | 40人  | 35人  | 48人  | 45人  | 28人  | 16人   | 4人    |
| 平成30年 | 259人    | 37人  | 50人  | 42人  | 36人  | 48人  | 46人  | 18人   | 3人    |
| 令和元年 | 264人    | 52人  | 37人  | 49人  | 41人  | 37人  | 48人  | 17人   | 3人    |
| 令和2年  | 262人    | 47人  | 49人  | 36人  | 50人  | 41人  | 39人  | 18人   | 1人    |
| 令和3年  | 284人    | 60人  | 46人  | 50人  | 35人  | 52人  | 41人  | 18人   | 1人    |
| 令和4年  | 304人    | 58人  | 59人  | 47人  | 50人  | 36人  | 54人  | 17人   | 1人    |
| 令和5年  | 308人    | 55人  | 58人  | 61人  | 47人  | 48人  | 39人  | 18人   | 1人    |

## 主な出身者
現・お茶の水小学校
・宗佑磨-プロ野球選手（オリックス・バファローズ）小学生3年生時に転居してきた

### 旧・錦華小学校出身

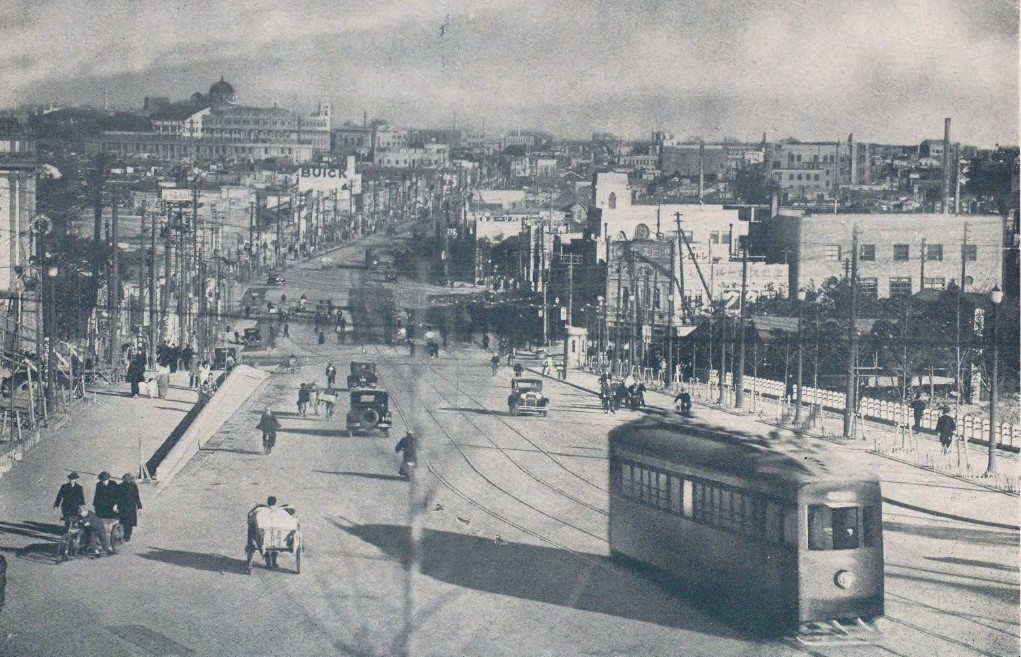
九段坂から駿河台方面を望む。左奥にニコライ堂と明治大学と錦華尋常小学校。昭和初期

- 夏目漱石 - 文豪 ※1期生（旧錦華小学校の校地であった、お茶の水小学校の校庭外構に、「吾輩は猫である 名前はまだ無い 明治11年 夏目漱石 錦華に学ぶ」と刻まれた記念碑が存在する。）
- 滋賀重列 - 建築家、東京高等工業建築科長 ※1期生
- 児島正一郎 - 外交官、児島惟謙長男
- 松本たかし - 俳人
- 波多野完治 - 心理学者
- 石川忠雄 - 慶應義塾大学元塾長
- 清水司 - 早稲田大学元総長
- 杉下茂 - プロ野球選手（中日ドラゴンズ）。4年時に明正小から転入
- 高林恒夫 - プロ野球選手（読売ジャイアンツ・国鉄スワローズ）、実業家（神田神保町の古書店『東陽堂書店』店主）
- 北城恪太郎 - IBMアジア・パシフィック・プレジデント兼日本アイ・ビー・エム代表取締役会長、経済同友会代表幹事等を歴任

### 旧・小川小学校出身
- 藤原正彦 - 数学者
- 加賀まりこ - 女優

### 旧・西神田小学校出身
- 三宅裕司 - タレント